# XXXXII. Armeekorps

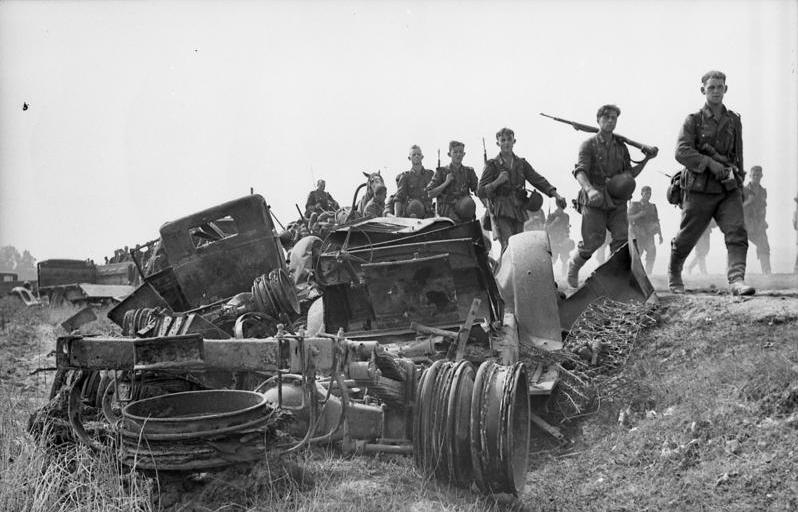
Kåren marscherar i Ryssland

XXXXII. Armeekorps var en tysk armékår under andra världskriget. Kåren organiserades den 29 januari 1940.

## Bakgrund
Kåren deltog i den andra fasen av slaget om Frankrike, Fall Rot, och efter Frankrikes kapitulation hade kåren ockupationstjänst i landet. I juni 1941 förflyttades kårstaben till östfronten. De verkade på den norra delen, i Baltikum, innan de förflyttades (utan att några divisioner följde med) till Krimhalvön under hösten 1941. Där placerades de längst österut, på Kertjhalvön. 
I slutet av december samma år genomförde sovjetiska styrkor landstigningar på Kertjhalvön som del av sin allmänna vinteroffensiv. Kårens befälhavare Hans Graf von Sponeck beordrade i samband med detta på eget bevåg att styrkorna på Kertjhalvön skulle retirera västerut över till Krims fastland. För detta avskedades han och ersattes av Franz Mattenklott.
XXXXII. Armeekorps deltog i återerövrandet av Kertjhalvön i maj 1942, kallad operation Trappenjagd. Efter att Krim helt erövrats ansvarade kåren för dess försvar, och befälhavaren Franz Mattenklott tjänstgjorde även som Befehlshaber Krim mellan augusti 1942 och april 1943. Kåren betecknades i juni och augusti 1942 även som Gruppe Mattenklott.
Våren 1943 förflyttades kåren till området kring Charkov. Där bevakade de under sommaren frontlinjen under slaget om Kursk. De blev involverade i striderna sedan den sovjetiska sommaroffensiven inletts under sensommaren och retirerade genom Ukraina. 
I början av 1944 gick stora delar av kårens förband under i Tjerkassyfickan. Kåren upplöstes den 2 mars och några veckor senare, den 15 mars, återuppbyggdes kårstaben med namnet XXXXII. Armeekorps z.b.V. och Mattenklott var fortsatt befälhavare. Den 19 juli 1944 avlägsnades tillägget z.b.V. (zur besonderer Verwendung). 
Kåren stred i Polen där den krossades i slutet av januari 1945. Den 7 mars kom en formell order om upplösning av XXXXII. Armeekorps.

## Slaget om Sevastopol

### Organisation
Armékårens organisation den 3 september 1941:
- 61. Infanterie-Division
- 217. Infanterie-Division
- Gruppe Friedrich

## Befälhavare
Kårens befälhavare:
- General der Pioniere Walter Kuntze 29 januari 1940-10 oktober 1941
- Generalleutnant Hans von Sponeck  10 oktober 1941–29 oktober 1941
- General der Infanterie Bruno Bieler  29 oktober 1941–1 november 1941
- Generalleutnant Hans von Sponeck  1 november 1941–31 december 1941
- General der Infanterie Franz Mattenklott  1 januari 1942–22 juni 1943
- General der Infanterie Anton Dostler  22 juni 1943–1 juli 1943
- General der Infanterie Franz Mattenklott  1 juli 1943–2 mars 1944
- General der Infanterie Franz Mattenklott  15 mars 1944–14 juni 1944
- General der Infanterie Hermann Recknagel  14 juni 1944–23 januari 1945
- Generalmajor Artur Finger  23 januari 1945–1 februari 1945 (KIA)

Stabschef:
- Oberst Heinz Ziegler 29 januari 1940-5 november 1941
- Major Helmuth Strempel  5 november 1941–10 november 1941
- Oberst Josef Kübler  21 november 1941–1 december 1941
- Oberst Friedrich Blümke  1 mars 1942–1 april 1942
- Oberst Johann Crome  1 juni 1942–1 november 1942
- Oberst Lothar Schäfer  1 november 1942–1 juli 1943
- Oberst Gerhard Franz  1 augusti 1943–2 mars 1944
- Oberst Gerhard Franz  15 mars 1944–1 augusti 1944
- Oberst Adolf-Friedrich Drabich-Waechter  1 augusti 1944–29 januari 1944 (KIA)